# Peiling (richting)

Plaatsbepaling met radarpeiling en -afstand van een kenbaar punt.

Een peiling is de horizontale hoek tussen een referentierichting en het gepeilde object. Vaak is deze hoek rechtsom (rechtwijzend), verdeeld over 360°. Als grote nauwkeurigheid niet vereist is, wordt ook wel gebruikgemaakt van streken, verdeeld over bakboord en stuurboord en voorlijker of achterlijker dan dwars. Peilingen kunnen gebruikt worden voor de navigatie om positielijnen te verkrijgen en om het gevaar voor aanvaring te bepalen.

## Peilingen
Bij de ware peiling WP is de referentierichting het ware noorden. Een gyropeiling GP is een peiling met behulp van een gyrokompas en is ten opzichte van het gyronoorden. Om tot de ware peiling te komen, moet deze gecorrigeerd worden met de totale correctie (tc):
{\displaystyle WP=GP+tc}
Voorbeelden van gyropeilingen zijn zichtpeilingen met een peiltoestel vanaf een gyrorepeater en radarpeilingen met een aan de gyro gekoppelde radar.
De kompaspeiling KP de hoek is tussen het magnetische noorden en het gepeilde object. De afwijking tussen het magnetische noorden en het ware noorden is de magnetische declinatie, in de scheepvaart variatie genoemd — en deviatie, de invloed van een metalen schip op het kompas. Het totaal van variatie en deviatie is de miswijzing. De peiling met een magnetisch kompas wordt kompaspeiling (KP) genoemd:
{\displaystyle WP=KP+misw}
Om de deviatie te bepalen, gebruikt men het begrip magnetische peiling MP:
{\displaystyle WP=MP+dev}
Een boordpeiling is de horizontale hoek tussen het voorschip en het gepeilde object. De gemeten hoek wordt de rechterboordhoek RBH genoemd. Deze term wordt gebruikt bij radiopeilingen met behulp van een radiorichtingzoeker.

## Positielijnen
Peilingen kunnen worden gebruikt als positielijn als deze genomen zijn ten opzichte van een kenbaar punt. Door meerdere positielijnen te combineren, kan dan de positie worden verkregen, eventueel na verzeiling als er vaart wordt gelopen en de peilingen niet tegelijkertijd zijn genomen.
Om een acceptabele nauwkeurigheid van de positie te verkrijgen, moet de snijding van de peilingen tussen de 30° en de 150° liggen. De afstand tot het gepeilde kenbare punt dient zo klein mogelijk te zijn, omdat een fout in de hoekmeting verdubbelt als de afstand tot het gepeilde punt verdubbelt. Peilingen dienen zo snel mogelijk achter elkaar genomen te worden om de invloed van de verzeiling zo klein mogelijk te houden.
Voor afstanden kleiner dan 50 zeemijl en een breedte kleiner dan 70° kan de positielijn als loxodroom benaderd worden. Voor grotere afstanden, zoals bij radiopeilingen, is de afwijking van de peilingskromme met de loxodroom echter te groot en is de retourpeiling — de peiling in omgekeerde richting, van het gepeilde object naar de waarnemer — niet precies tegengesteld. De peilingskromme en grootcirkel van het gepeilde object tot de waarnemer liggen bij benadering symmetrisch ten opzichte van de loxodroom.